# Christian von Bunsen

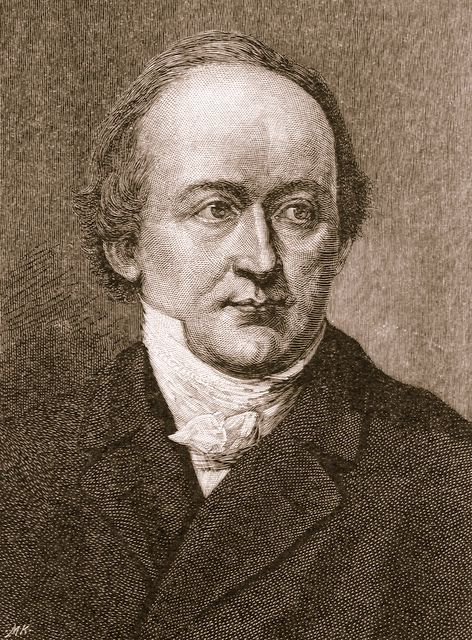
Christian Charles Josias von Bunsen.

Christian von Bunsen, Christian Charles Josias, Baron von Bunsen (ur. 25 sierpnia 1791, zm. 28 listopada 1860) – pruski naukowiec i dyplomata.